# Bracco (azienda)
Il Gruppo Bracco è una multinazionale italiana del settore chimico e farmaceutico fondata nel 1927 da Elio Bracco. Negli anni ’70 ha sviluppato la molecola di iopamidolo, mezzo di contrasto non-ionico pronto all'uso impiegato nell'imaging biomedico diventando nel tempo uno dei maggiori leader mondiali nei mezzi di contrasto per la diagnostica per immagini.
Nel 2021, il gruppo ha un fatturato consolidato di circa 1,7 miliardi di euro di cui l'88% sui mercati esteri. È presente in 100 paesi con più di 3.600 dipendenti. Il gruppo Bracco conta 1.800 brevetti, 10 centri di ricerca e sviluppo e 9 stabilimenti a livello mondiale.

## Storia

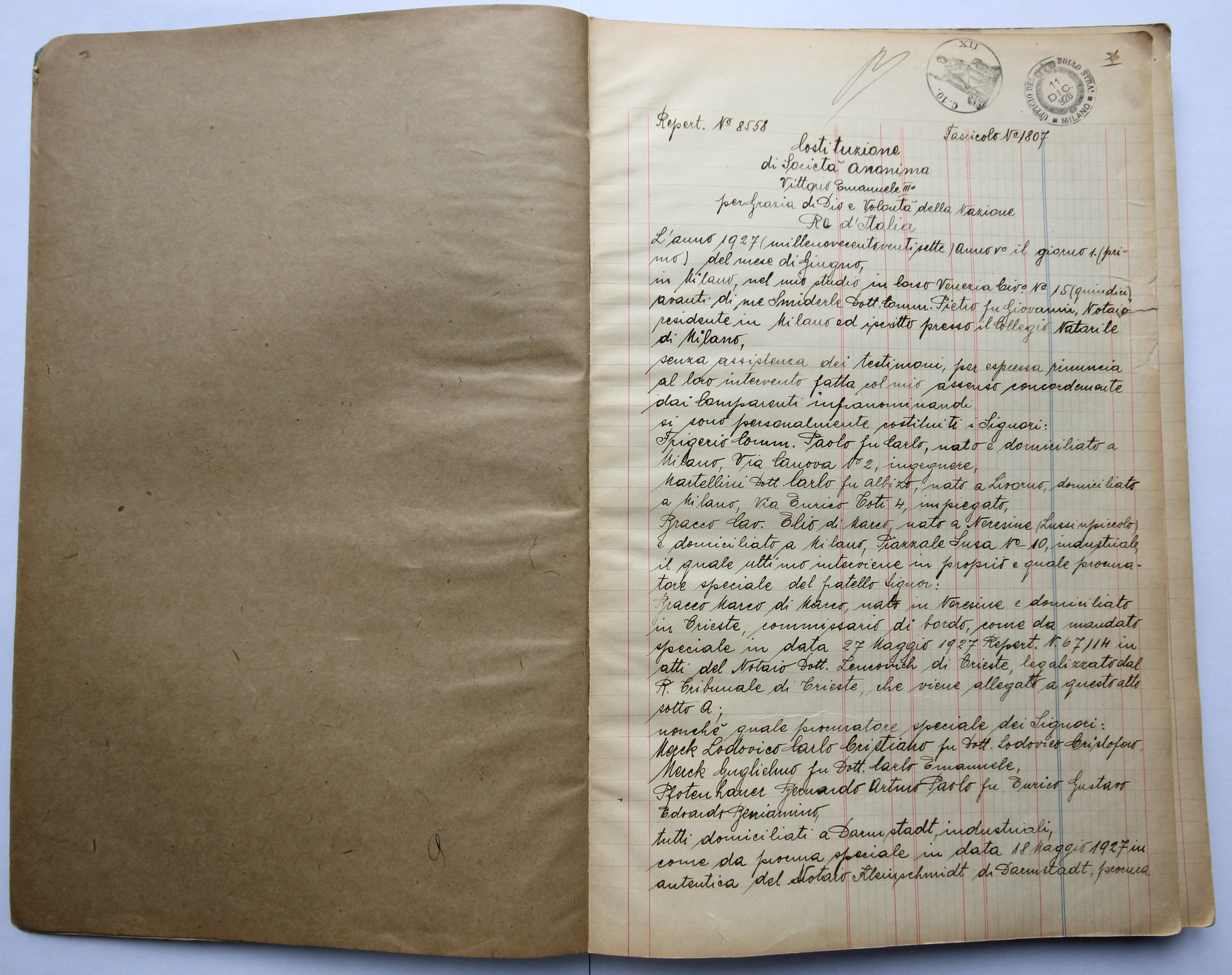
Atto costitutivo Bracco, 1º giugno 1927

### Gli inizi
L'azienda viene fondata da Elio Bracco nel 1927 a Milano con il nome di Società Italiana Prodotti E. Merck e si occupa di fabbricazione, confezione e compravendita dei prodotti chimici della tedesca E. Merck.
Nel 1930 la società diventa Italmerck S.A. e l'anno seguente viene inaugurato uno stabilimento in via Renato Fucini. L’edificio è caratterizzato da una pianta pentagonale e questa forma geometrica verrà poi richiamata nel logo del gruppo Bracco.
Nel 1934, dopo aver conseguito la laurea in chimica presso l'Università di Pavia, entra in azienda Fulvio Bracco, figlio di Elio. Nello stesso anno viene messo in commercio il Cebion, medicinale della Merck a base di vitamina C, sintetizzata in quegli anni dal professore ungherese Szent-Györgyi. Nel 1935 Fulvio Bracco diventa direttore tecnico. Dagli iniziali 17 dipendenti, nel 1935 la società conta 82 dipendenti.
Nel 1936 l'Italmerck modifica la propria denominazione sociale in Società Anonima Bracco, già Italmerck.
Nel 1943, durante la seconda guerra mondiale un'ala dell'azienda in via Renato Fucini viene bombardata e distrutta. La produzione viene sospesa ma l'azienda continua a corrispondere lo stipendio alle famiglie dei dipendenti che si trovano sotto le armi.

### Il dopoguerra
Terminata la guerra, nel gennaio del 1946 Fulvio Bracco acquista la Farmacia Bracco, in via Boccaccio 26 a Milano. Il 23 aprile Bracco e la Cilag A.G. di Sciaffusa danno vita alla Cilag Italiana, un’azienda esclusivamente di produzione chimica. Cilag Italiana viene fondata con il 50% di partecipazione della Cilag portando alla realizzazione dello stabilimento di Lambrate.
Nel 1948 riprende la produzione dei medicinali in listino e viene messo in vendita il sulfamidico Diazil. L'anno successivo comincia la costruzione di un grande impianto nel quartiere Lambrate di Milano, realizzato dall'architetto Giordano Forti, per ospitare la produzione e i nuovi laboratori di ricerca specializzati in chemioterapia e [mezzi di contrasto per la diagnostica radiologica. Lo stabilimento inizia la produzione nel 1951; lo stabile di via Renato Fucini rimane comunque in funzione fino al 1954.
Nel 1955 Cilag Italiana diventa Industria Chimica Dr Fulvio Bracco, a seguito dell'acquisizione del 50% delle quote di Sciaffusa della Cilag Italiana, mentre nel 1957 la Bracco, già Italmerck, viene incorporata nella Dottor Fulvio Bracco SpA, che nel 1958 cambierà ancora nome in Bracco Industria Chimica Spa.
Negli anni sessanta la Bracco Industria Chimica S.p.a. apre 9 filiali in Italia, stabilisce 50 rappresentanze in tutto il mondo e apre gli stabilimenti in Brasile e in Messico.
Nel 1962 i ricercatori di Bracco Industria Chimica Spa creano la iodamide, principio attivo utilizzato come mezzo di contrasto in radiologia per migliorare la qualità delle immagini.
Nel 1966 entra in azienda Diana Bracco, figlia maggiore del presidente della società; diventerà direttore generale nel 1977.
Nel 1975 Bracco investe nella prevenzione e nella diagnosi precoce, costruendo a Milano il Centro Diagnostico Italiano (CDI), sito in via Saint Bon 20.
Nei primi anni ottanta viene sviluppata e posta in commercio la molecola di iopamidolo, nota come primo mezzo di contrasto non-ionico idrosolubile pronto all’uso. La sua funzione è quella di migliorare la tollerabilità e sicurezza d’impiego di procedure radiografiche, vascolari e di tomografia computerizzata. Nella seconda metà degli anni '80 la Bracco produce la pirazinamide, un farmaco antitubercolare che l'Organizzazione Mondiale per la Sanità inserisce nella lista dei farmaci essenziali.
Nel 1988 viene aperto lo stabilimento produttivo Bracco a Ceriano Laghetto, in cui vengono prodotti mezzi di contrasto finalizzati alla diagnostica per immagini all’interno di un’area di 300.000 metri quadrati. Nello stesso anno viene istituita DIBra, poi Bracco Imaging, che produce prodotti chimici destinati all’esportazione. Nell'aprile del 2002 verrà poi inaugurata a Torviscosa SPIN, seconda unità produttiva del Gruppo dopo quella di Ceriano Laghetto, dedicata alla produzione di mezzi di contrasto per raggi X, recuperando e restaurando un’area industriale degli anni trenta, appartenuta alla Snia Viscosa e situata in un territorio lagunare.

### L'espansione
Dalla seconda metà degli anni ottanta comincia inoltre l'espansione dell'azienda oltreconfine: nel 1987 viene acquisita la Svizzera Sintetica SA di Mendrisio, ridenominata poi Bracco Suisse, nel 1989 nasce Bracco Research SA a Ginevra con stabilimenti anche dal 1997 nello località celebre per essere un paradiso dell'alta orologeria (vi hanno laboratori molte maison): Plan-les-Ouates. Bracco, specializzata nei mezzi di contrasto per ecografia e sistemi di rilascio controllato di principi attivi, nel 1990 viene istituita con Eisai di Tokyo la joint venture Bracco-Eisai (51% Bracco-49% Eisai) per lo sviluppo e la commercializzazione in Giappone di alcuni mezzi di contrasto Bracco e nel 1991 nasce Bracco International, con sede operativa a Lugano, per attività di marketing internazionale, nel 1993 nasce Bracco Byk Gulden, joint-venture con la tedesca Byk-Gulden Gmbh poi Altana Pharma Gmbh, per lo sviluppo e la preparazione della documentazione necessaria all'approvazione dei mezzi di contrasto nei paesi dell’Europa Centrale. L’attività di internazionalizzazione prosegue negli anni Duemila tramite l’apertura di diverse sedi in Europa e a Hong Kong; inoltre dal 2002 Bracco è presente in Cina con Bracco Sine Pharmaceutical Corp. Ltd a Shanghai, una joint venture partner di Sine Pharma.
Nel 1994 entra nel mercato americano acquisendo la Squibb Diagnostic di Princeton (NJ), settore diagnostico di Bristol-Myers Squibb Inc. e, nel 1996, la Bracco Research USA, terza unità R&S Bracco, (entrambe con sede a Princeton, nel New Jersey) specializzata in risonanza magnetica e medicina nucleare. Il centro di Milano si orienta alla ricerca e sviluppo di mezzi di contrasto per radiologia e risonanza magnetica, Ginevra alla ricerca di nuovi prodotti per l'imaging diagnostico con attenzione ai mezzi di contrasto per ecografia e Princeton alla ricerca di mezzi di contrasto per risonanza magnetica e medicina nucleare.
Alla fine del 1999 la famiglia Bracco annuncia il buy-back della quota del 50% detenuta dal Gruppo Merck KgaA di Darmstadt nelle attività di diagnostica e farmaceutica del Gruppo.
Il 1º gennaio 2001 viene costituita Bracco Imaging, che raccoglie sotto di sé le funzioni di ricerca & sviluppo e di vendite e marketing mondiale di Bracco Spa e Dibra Spa. Contestualmente Bracco Spa cambia la ragione sociale in Bracco the Image of Innovation. Nello stesso anno viene acquisita Acist Medical System, società statunitense con sede a Minneapolis, che opera nei sistemi di iniezione dei mezzi di contrasto in cardiologia, radiologia e chirurgia vascolare. Ad agosto apre il Centro di ricerca di Colleretto Giacosa vicino a Ivrea, all'interno della struttura Bioindustry Park Canavese.
Nello stesso mese viene lanciato SonoVue, mezzo di contrasto di seconda generazione concepito nei laboratori di Bracco Research di Ginevra. Alla fine del 2001 il gruppo chiude con un fatturato di 1.054 milioni di euro e con una percentuale delle vendite sui mercati esteri pari al 64%. Nel 2016 cede la propria divisione Farma, ovvero il ramo d'azienda, alla Dompé.
Nel giugno 2019 Bracco Imaging, la società specializzata nei mezzi di contrasto per immagini (è l'attività più rilevante del gruppo, nel 2018 poco più di 1 miliardo di ricavi rispetto ai 1,29 miliardi consolidati) e guidata da Fulvio Renoldi Bracco, nipote di Diana Bracco e rappresentante della quarta generazione della famiglia, acquisisce per 450 milioni di dollari l'azienda inglese di diagnostica per immagini molecolare Blue Earth Diagnostics dal fondo inglese Syncona. Nata come startup su iniziativa dello scienziato Jonathan Allis, che continuerà a rimanere alla guida, l'azienda commercializza una molecola (Axumin) che permette la diagnosi oncologica, in particolari dei tumori alla prostata recidivi.

## Dati economici
Nel 2021 il gruppo ha registrato ricavi per 1,69 miliardi di euro.

## Settori di attività
Il gruppo opera nei seguenti settori:
- Diagnostica per immagini, con raggi X, inclusa la tomografia computerizzata (TC), la tomografia a risonanza magnetica (RM), ecografia e medicina nucleare.
- Sistemi per la somministrazione di mezzi di contrasto e nei dispositivi medicali avanzati per cardiologia.
- Servizi per la salute, prevenzione, diagnosi e riabilitazione attraverso la struttura poliambulatoriale del CDI- Centro Diagnostico Italiano.

## Controversie giudiziarie
Il 12 gennaio 2015 Diana Bracco è processata con l'accusa di evasione fiscale e appropriazione indebita, reati che sarebbero stati commessi in qualità di presidente del consiglio di amministrazione del gruppo farmaceutico Bracco Spa.